# Intermarché-Wanty
Intermarché-Wanty (código UCI: IWA) es un equipo ciclista profesional belga, de categoría UCI WorldTeam desde la temporada 2021. Participa en el circuito de primera división UCI WorldTour, y en algunas carreras de los Circuitos Continentales UCI, principalmente en el circuito Europeo.

## Historia
Con una plantilla de 14 corredores donde se destacaba Max van Heeswijk, fue creado en 2008 en la categoría continental, bajo el nombre Veranda´s Willems y siendo dirigido por Geert De Moor y el exciclista Lucien Van Impe. El equipo solo corrió unos meses, siendo desmantelado en mayo por falta de pago de salarios.
Fue relanzado en 2009, al unirse a otro equipo belga, el Groupe Gobert.com, pasando a ser el mánager general Jean-François Boulart y Van Impe, mánager deportivo. Con 18 ciclistas en la plantilla, la mayoría eran del Groupe Gobert.com, más incorporaciones principalmente del Mitsubishi-Jartazi como Stefan van Dijk.
En 2010 Stefan van Dijk, finalizó 2º en el UCI Europe Tour
En 2011 con la llegada Accent como segundo patrocinador, Van Impe dejó el equipo quedando Thierry Marichal en el cargo. Ascendió a la categoría Profesional Continental y se ficharon a ciclistas como Jurgen Van Goolen, Staf Scheirlinckx y Wim De Vocht, todos provenientes de equipos UCI ProTeam.
En 2012, Accent Jobs tomó el patrocinio principal y en julio el equipo tuvo que hacer frente a la repentina muerte de su ciclista Rob Goris. Goris murió en un hotel en Francia a causa de un paro cardíaco.
En noviembre de 2012 fue anunciada la llegada del velocista italiano Danilo Napolitano para la siguiente temporada.
En 2013 la empresa Wanty se unió como segundo patrocinador, reemplazando a Veranda's Willems.
Desde 2014 Wanty asumió como patrocinador principal siendo acompañado por Groupe Gobert. Además llegó como mánager Hilaire Van der Schueren y varios ciclistas del desaparecido equipo neerlandés Vacansoleil-DCM.
En el año 2021 el equipo sube a la primera división del ciclismo de ruta como equipo UCI WorldTeam donde tiene la oportunidad de correr en todas las competencias del UCI WorldTour, así mismo como en las categorías de los Circuitos Continentales UCI.

## Corredor mejor clasificado en las Grandes Vueltas
| Año  | Giro de Italia        | Tour de Francia       | Vuelta a España           |
| ---- | --------------------- | --------------------- | ------------------------- |
| 2008 | -                     | -                     | -                         |
| 2009 | -                     | -                     | -                         |
| 2010 | -                     | -                     | -                         |
| 2011 | -                     | -                     | -                         |
| 2012 | -                     | -                     | -                         |
| 2013 | -                     | -                     | -                         |
| 2014 | -                     | -                     | -                         |
| 2015 | -                     | -                     | -                         |
| 2016 | -                     | -                     | -                         |
| 2017 | -                     | 23.º Guillaume Martin | -                         |
| 2018 | -                     | 21.º Guillaume Martin | -                         |
| 2019 | -                     | 12.º Guillaume Martin | -                         |
| 2020 | -                     | -                     | -                         |
| 2021 | 26.º Jan Hirt         | 14.º Louis Meintjes   | 11.º Odd Christian Eiking |
| 2022 | 6.º Jan Hirt          | 8.º Louis Meintjes    | 11.º Louis Meintjes       |
| 2023 | 27.º Laurens Huys     | 47.º Georg Zimmermann | 41.º Rui Alberto Costa    |
| 2024 | 42.º Lilian Calmejane | 20.º Louis Meintjes   | 28.º Louis Meintjes       |
| 2025 | 18.º Louis Meintjes   | 82.º Louis Barré      | Bandera de ?              |

## Material ciclista
El equipo usa bicicletas de la marca Cube Bikes,[cita requerida] anteriormente utilizó Carrerá, Bianchi, Granville y Zannata.

## Clasificaciones UCI

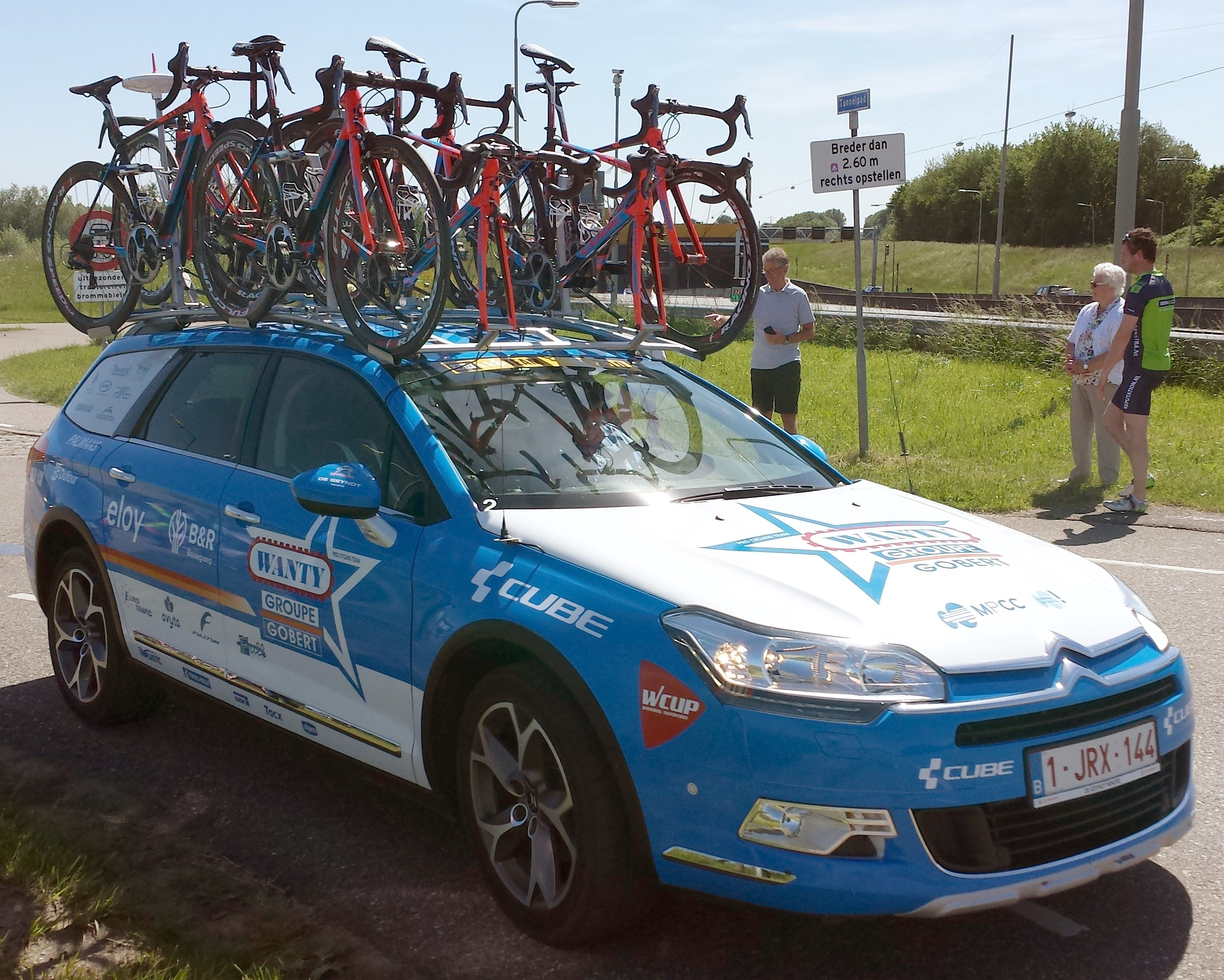
Coche del equipo.

A partir de 2005 la UCI instauró los Circuitos Continentales UCI, donde el equipo está desde que se creó en 2008, registrado dentro del UCI Europe Tour. Las clasificaciones del equipo y de su ciclista más destacado han sido las siguientes:

### UCI Africa Tour
| Temporada | Clasificación por equipos | Mejor corredor | Posición |
| 2010-2011 | 16.º                      | Thomas Degand  | 112.º    |

### UCI Oceania Tour
| Temporada | Clasificación por equipos | Mejor corredor | Posición |
| 2017      | 12.º                      | Dion Smith     | 25.º     |
| 2018      | 19.º                      | Dion Smith     | 115.º    |

### UCI América Tour
| Temporada | Clasificación por equipos | Mejor corredor | Posición |
| 2012-2013 | 35.º                      | Will Routley   | 215.º    |

### UCI Asia Tour
| Temporada | Clasificación por equipos | Mejor corredor   | Posición |
| 2010-2011 | 35.º                      | David Kemp       | 73.º     |
| 2017      | 79.º                      | Andrea Pasqualon | 285.º    |
| 2018      | 23.º                      | Boris Vallée     | 32.º     |

### UCI Europe Tour
| Temporada | Clasificación por equipos | Mejor corredor   | Posición |
| 2008-2009 | 28.º                      | Stefan van Dijk  | 25.º     |
| 2009-2010 | 9.º                       | Stefan van Dijk  | 2.º      |
| 2010-2011 | 13.º                      | Stefan van Dijk  | 6.º      |
| 2011-2012 | 20.º                      | Steven Caethoven | 39.º     |
| 2012-2013 | 26.º                      | Jempy Drucker    | 39.º     |
| 2013-2014 | 2.º                       | Jempy Drucker    | 12.º     |
| 2015      | 7.º                       | Roy Jans         | 14.º     |
| 2016      | 1.º                       | Kenny Dehaes     | 12.º     |
| 2017      | 1.º                       | Kenny Dehaes     | 9.º      |
| 2018      | 3.º                       | Timothy Dupont   | 3.º      |
| 2019      | 2.º                       | Guillaume Martin | 35.º     |
| 2020      | 3.º                       | Aimé De Gendt    | 64.º     |

### UCI World Ranking
La Unión Ciclista Internacional elaboraba el Ranking UCI de clasificación de los ciclistas y equipos profesionales.
| Año  | Clasificación por equipos | Mejor corredor     | Posición |
| 2021 | 14.º                      | Danny van Poppel   | 30.º     |
| 2022 | 5.º                       | Alexander Kristoff | 8.º      |
| 2023 | 14.º                      | Rui Costa          | 38.º     |

## Palmarés
Para años anteriores, véase Palmarés del Intermarché-Wanty

### Palmarés 2025

#### UCI WorldTour
| Fechas | Carreras | Ganador |

#### UCI ProSeries
| Fechas | Carreras | Ganador |

#### Circuitos Continentales UCI
| Fechas      | Circuito             | Carreras             | Ganador          |
| 5 de abril  | UCI Europe Tour 2025 | Volta NXT Classic    | Dion Smith       |
| 18 de abril | UCI Europe Tour 2025 | Giro de los Abruzzos | Georg Zimmermann |

#### Campeonatos nacionales
| Fechas      | Carreras                       | Ganador          |
| 29 de junio | Campeonato de Alemania en Ruta | Georg Zimmermann |

## Plantilla
Para años anteriores véase:Plantillas del Intermarché-Wanty

### Plantilla 2025
| Nombre                    | Nacimiento | Nacionalidad  | Equipo 2024            |
| Huub Artz                 | 14/05/2002 | Países Bajos  | Wanty-ReUz-Technord    |
| Louis Barré               | 06/04/2000 | Francia       | Arkéa-B&B Hotels       |
| Kamiel Bonneu             | 01/08/1999 | Bélgica       | Team Flanders-Baloise  |
| Vito Braet                | 02/11/2000 | Bélgica       | Intermarché-Wanty      |
| Francesco Busatto         | 01/11/2002 | Italia        | Intermarché-Wanty      |
| Kevin Colleoni            | 11/11/1999 | Italia        | Intermarché-Wanty      |
| Dries De Pooter           | 08/11/2002 | Bélgica       | Intermarché-Wanty      |
| Alexy Faure Prost         | 22/04/2004 | Francia       | Intermarché-Wanty      |
| Biniam Girmay             | 02/04/2000 | Eritrea       | Intermarché-Wanty      |
| Kobe Goossens             | 29/04/1996 | Bélgica       | Intermarché-Wanty      |
| Alexander Kamp            | 14/12/1993 | Dinamarca     | Tudor Pro Cycling Team |
| Gerben Kuypers            | 01/02/2000 | Bélgica       | Intermarché-Wanty      |
| Arne Marit                | 21/01/1999 | Bélgica       | Intermarché-Wanty      |
| Louis Meintjes            | 21/02/1992 | Sudáfrica     | Intermarché-Wanty      |
| Hugo Page                 | 24/07/2001 | Francia       | Intermarché-Wanty      |
| Tom Paquot                | 22/09/1999 | Bélgica       | Intermarché-Wanty      |
| Simone Petilli            | 04/05/1993 | Italia        | Intermarché-Wanty      |
| Adrien Petit              | 26/09/1990 | Francia       | Intermarché-Wanty      |
| Laurenz Rex               | 15/12/1999 | Bélgica       | Intermarché-Wanty      |
| Lorenzo Rota              | 23/05/1995 | Italia        | Intermarché-Wanty      |
| Jonas Rutsch              | 24/01/1998 | Alemania      | EF Education-EasyPost  |
| Dion Smith                | 03/03/1993 | Nueva Zelanda | Intermarché-Wanty      |
| Gerben Thijssen           | 21/06/1998 | Bélgica       | Intermarché-Wanty      |
| Luca Van Boven            | 06/01/2000 | Bélgica       | Bingoal WB             |
| Taco van der Hoorn        | 04/12/1993 | Países Bajos  | Intermarché-Wanty      |
| Gijs Van Hoecke           | 12/11/1991 | Bélgica       | Intermarché-Wanty      |
| Roel van Sintmaartensdijk | 08/05/2001 | Países Bajos  | Intermarché-Wanty      |
| Georg Zimmermann          | 11/10/1997 | Alemania      | Intermarché-Wanty      |